# Madonna col Bambino (Andrea d'Assisi)
La Madonna col Bambino è un dipinto attribuito ad Andrea d'Assisi. Eseguito probabilmente nell'ultimo decennio del XV secolo, è conservato alla National Gallery di Londra.

## Descrizione
Il dipinto rappresenta la Vergine e il Bambino in un interno, con due scorci di paesaggio alle spalle. Lo sguardo di Gesù è rivolto al di fuori della composizione, e questo lascia pensare al fatto che la scena potesse far parte di una più ampia composizione, come una pala d'altare, in cui lo sguardo del Bambino era rivolto ad un altro soggetto.

## Attribuzione
L'opera è firmata con la sigla «A. A. P.», interpretata come «Andrea di Aloino [o Andrea d'Assisi] pinxit». Sarebbe stata dipinta quindi prima del 1501, anno in cui Andrea, secondo Vasari, divenuto cieco abbandonò la pittura.